# Échantillonnage boule de neige
Pour les articles homonymes, voir Boule de neige (homonymie).
Dans le domaine de la recherche en sociologie et en statistique, l'échantillonnage boule de neige est une méthode d'échantillonnage non probabiliste (en) dans laquelle les sujets de l'étude recrutent d'autres sujets parmi leur entourage. La population de l'échantillon s'étoffe à la manière d'une boule de neige qui roule. À mesure que la population de l'échantillon s'agrandit, les données atteignent un seuil suffisant pour être exploitées par les chercheurs. Cette méthode est souvent appliquée dans des populations cachées, comme les usagers de drogues ou les travailleurs du sexe, que les chercheurs peinent à joindre.
L'échantillonnage boule de neige fonctionne avec un petit groupe d'informateurs chargés de recruter, via leurs communautés, d'autres participants correspondant aux critères et susceptibles de participer à une étude spécifique. Le terme « boule de neige » illustre l'analogie de cette méthode avec une boule de neige qui gagne de nouvelles couches à mesure qu'elle roule.
Comme les membres de l'échantillon ne sont pas choisis dans une base de sondage (en), les échantillonnages boule de neige sont susceptibles de présenter de nombreux biais. Par exemple, les personnes qui ont beaucoup d'amis ont de meilleures chances d'être recrutées dans la population étudiée. Lorsque les sujets de l'étude passent par les réseaux sociaux en ligne, la méthode prend le nom d'échantillonnage boule de neige virtuel.